# Liste der Resolutionen des UN-Sicherheitsrates (1955)
Diese Liste der Resolutionen des UN-Sicherheitsrates nennt die 5 vom Sicherheitsrat der Vereinten Nationen im Jahr 1955 verabschiedeten Resolutionen.
| Nummer | Beschluss vom | Gegenstand                                          | Mission |
| ------ | ------------- | --------------------------------------------------- | ------- |
| 106    | 29. März      | Situation in Palästina                              |         |
| 107    | 30. März      | Situation in Palästina                              |         |
| 108    | 8. September  | Situation in Palästina                              |         |
| 109    | 14. Dezember  | Aufnahme neuer Mitglieder in die Vereinten Nationen |         |
| 110    | 16. Dezember  | Anfrage bezüglich der Charta der Vereinten Nationen |         |